# Les Variations Goldberg (pièce de théâtre)

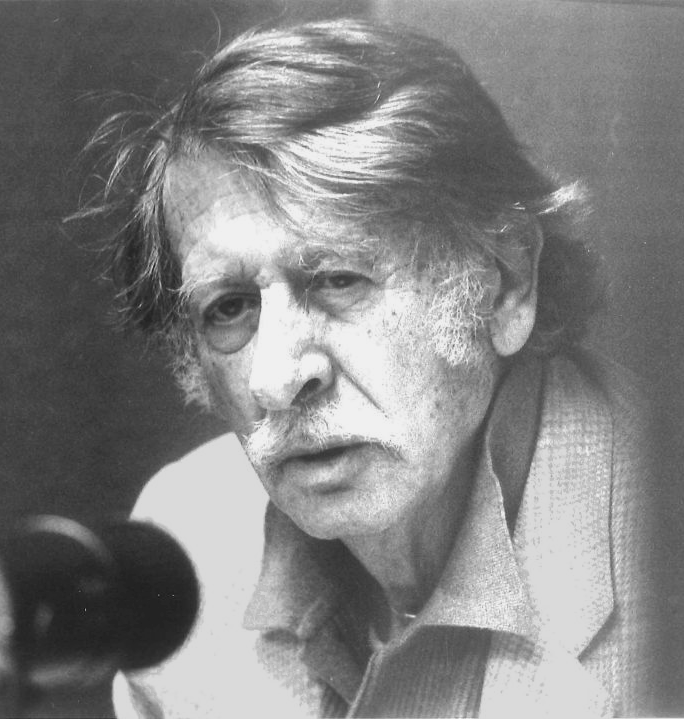
L'auteur et directeur de la première dans les années 1980

Pour les articles homonymes, voir Les Variations Goldberg (homonymie).
Les Variations Goldberg (Die Goldberg Variationnen) est une pièce de théâtre écrite en 1991 par George Tabori.
La pièce est empreinte de l'esprit de dérision et de l'humour caustique, absurde, que Tabori a développé dans toute son œuvre en réaction à la Shoah. Elle raconte, à l'occasion de répétitions théâtrales à Jérusalem, les tribulations de Goldberg, juif rescapé du nazisme assistant et souffre-douleur de Jays, un metteur en scène mégalomane et tyrannique qui se prend pour Dieu, et met en scène une pièce voulant rassembler Ancien et Nouveau Testament, et mêlant christianisme et judaïsme.
Typique de cet humour est la réplique de Jésus-Christ, incarné par Goldberg à la demande de Jays, et à qui l'on demande s'il souffre, lors de sa crucifixion : « Seulement quand je ris ».